# 梁元生
梁元生，MH（1949年—），中國廣東雲浮人，香港教育家、歷史學家，香港中文大學歷史系講座教授，曾任文學院院長、崇基學院院長。

## 簡歷
梁元生1962年入讀大埔王肇枝中學，1968年中六畢業後考入香港中文大學崇基學院歷史系。在1972年及1974年於香港中文大學分別取得文學士及哲學碩士學位，及後於1980年在美國加利福尼亞大學聖塔芭芭拉分校取得博士學位，師從中國近代史權威學者徐中約教授。
1992年，他由美國返港回歸母校中大出任教席。曾擔任歷史學講座教授、歷史系系主任、文學院副院長、人文學科研究所所長、崇基學院院長（2004-2014）、文學院暫任院長（2012-2013）、文學院院長（2013-2019）。
2015-2017年，他擔任政府「修訂初中中國歷史及歷史課程專責委員會」主席。
梁元生的研究範疇包括：中國近代史、中國的儒學與基督教、海外華人社會（美國及東南亞）、及上海、香港與深圳的城市文化。

## 著作
- 梁元生，《林樂知在華事業與《萬國公報》》（香港：中文大學出版社，1978）
- 梁元生，《施榆集》（香港：香江出版公司，1998）
- 張學明、梁元生編，《歷史上的慈善活動與社會動力》（香港：香港教育圖書公司，2005）
- 梁元生，《歷史探索與文化反思》（香港：香港敎育圖書公司，1995）
- 劉述先，梁元生編，《文化傳統的延續與轉化》（香港：中文大學出版社，1999）
- 梁元生著，陳同譯，《上海道台研究：轉變社會中之聯繫人物，1843-1890》（上海：上海古籍出版社，2003）
- 陶飛亞、梁元生編，《東亞基督教再詮釋》（香港：香港中文大學崇基學院宗教與中國社會研究中心，2004）
- 梁元生，《十字蓮花：基督教與中國歷史文化論集》（香港：基督教中國宗教文化研究社，2004）
- 梁元生，《新加坡華人社會史論》（新加坡：八方文化，2005）
- 梁元生，《雙龍吐艷：滬港之文化交流與互動》（香港：滬港發展聯合研究所，香港亞太研究所，2005）
- 梁元生，《邊緣與之間》（香港：三聯書店(香港)有限公司，2008）
- 梁元生，《晚清上海：一個城市的歷史記憶》（香港：中文大學出版社，2009）
- Liang, Yuansheng., and National University of Singapore. Department of Chinese Studies. A Study of the "Hui-xian She" - A Chinese Literary Group in Late 19th-century Singapore / Leung Yuen Sang. Singapore]: Department of Chinese Studies, National U of Singapore, 1987.
- Liang, Yuansheng. The Shanghai Taotai : Linkage Man in a Changing Society, 1843-90 / Leung Yuen-sang. Honolulu: U of Hawaii, 1990.